# Sade
Sade (pronúncia Shadei), nome artístico de Helen Folasade Adu OBE (Ibadã, 16 de janeiro de 1959), é uma cantora e compositora britânica-nigeriana, vocalista da banda Sade e uma das artistas britânicas de maior sucesso na história. Foi vencedora do Grammy Awards de Artista Revelação do ano de 1986, acumulando um total de 9 indicações e 4 prêmios.

## Biografia
Nascida na Nigéria, foi criada em Colchester, Inglaterra a partir dos 4 anos de idade, por sua mãe Anne Hayes, uma enfermeira britânica, quando esta se separou do seu pai Adebisi Adu, um professor universitário de economia nigeriano, com seu irmão mais velho Banji.
Se formou na escola Clacton County High School e Colchester Institute e se mudou para Londres aos 18 anos para estudar desenho de moda na Saint Martin's School of Art.

## Carreira
Iniciou sua carreira como cantora após ser convidada por alguns amigos de colégio para aderir como vocalista na banda formada por eles. Após isso, passou a ser vocalista de uma banda de funk chamada Pride e por 3 anos, desde 1981, esteve em turnê com a banda pela Inglaterra. Durante este período, ela co-escreveu com o companheiro de banda Ray St. John um dos maiores sucessos de sua carreira "Smooth Operator" e com ela atraiu a atenção de caçadores de talentos de gravadoras.
Aos 24 anos, assinou com a gravadora Epic records, fundando a banda Sade com a participação de 3 membros da banda Pride: o saxofonista Stuart Matthewman, o tecladista Andrew Hale e o baixista Paul Spencer Denman.
O álbum de estreia da banda, Diamond Life, foi lançado em Julho de 1984, alcançando o 2º lugar na UK Album Chart e ganhando o Brit Award de Álbum Britânico do Ano em 1985. Diamond Life vendeu internacionalmente mais de 6 milhões de cópias, se tornando um dos álbuns mais vendidos dos anos 80 e o CD de estreia mais vendido na história de uma vocalista feminina britânica.
O single de estreia de Sade, "Your Love Is King", foi lançado em 1984 e atingiu o 6º lugar nas paradas e permaneceu no top 100 por 14 semanas. O terceiro single, "Smooth Operator", atingiu o 5º lugar na Billboard Hot 100.
Seu sucesso na indústria musical foi reconhecido com a honra de Oficial da Ordem do Império Britânico em 2002, e ela foi nomeada Comandante nas homenagens de aniversário de 2017.

## Discografia

### Álbuns de estúdio
- 1984: Diamond Life
- 1985: Promise
- 1988: Stronger Than Pride
- 1992: Love Deluxe
- 2000: Lovers Rock
- 2010: Soldier of Love

### Álbuns ao vivo
- 2002: Lovers Live
- 2012: Bring Me Home: Live 2011

## Prêmios e indicações
| Ano  | Prêmio        | Categoria                                                | Resultado | Notas                          |
| ---- | ------------- | -------------------------------------------------------- | --------- | ------------------------------ |
| 1985 | Brit Awards   | Album Britânico do ano                                   | Venceu    | Diamond Life                   |
| 1985 | Brit Awards   | Single Britânico do ano                                  | Indicado  | Smooth Operator                |
| 1985 | Brit Awards   | Artista Feminina Solo do ano                             | Indicado  | Sade                           |
| 1986 | Grammy Awards | Artista Revelação                                        | Venceu    | Sade                           |
| 1987 | Grammy Awards | Melhor Performance de R&B de um Duo ou Grupo com Vocal   | Indicado  | Promise                        |
| 1994 | Grammy Awards | Melhor Performance de R&B de um Duo ou Grupo com Vocal   | Venceu    | No Ordinary Love               |
| 1995 | Grammy Awards | Melhor Performance de R&B de um Duo ou Grupo com Vocal   | Indicado  | Please Send Me Someone to Love |
| 2002 | Grammy Awards | Melhor Performance Pop Vocal Feminina                    | Indicado  | By Your Side                   |
| 2002 | Grammy Awards | Melhor Album de Pop Vocal                                | Venceu    | Lovers Rock                    |
| 2011 | Grammy Awards | Melhor Performance Pop por uma Dupla ou Grupo com Vocais | Indicado  | Babyfather                     |
| 2011 | Grammy Awards | Melhor Performance R&B por uma Dupla ou Grupo com Vocais | Venceu    | Soldier of Love                |
| 2013 | Grammy Awards | Melhor Video Musical Longo                               | Indicado  | Bring Me Home: Live 2011       |